# 밀레니엄 제3부: 벌집을 발로 찬 소녀
《밀레니엄 제3부: 벌집을 발로 찬 소녀》(스웨덴어: Luftslottet som sprängdes)는 2009년 공개된 스웨덴의 스릴러 영화이다. 스티그 라르손의 소설 《벌집을 발로 찬 소녀》를 원작으로 한다.

## 출연

### 주연
- 미카엘 니크비스트
- 누미 라파스

### 조연
- 레나 엔드리
- 아니카 할린
- 야콥 에릭손
- 소피아 레다프
- 앤더스 알봄
- 믹키 스프레이츠
- 게오르기 스타이코프
- 미리아 투레스테트
- 니클라스 폴크
- 한스 알프레드슨
- 잔 홀름퀴스트
- 니클라스 휼스트롬
- 요한 키렌

## 기타
- 원작자: 스티그 라르손
- 프로듀서: 존 만켈
- 라인프로듀서: 수잔 빌버그-리드홈
- 협력프로듀서: 제니 길버트슨
- 의상: 실라 로비
- 배역: 터스 란데